# Embrace the End
Embrace the End ist eine US-amerikanische Metalcore-Band aus Sacramento, Kalifornien.

## Bandgeschichte
2001 veröffentlichte die Band ihre erste EP It All Begins With One Broken Dream über Dark Vision Records. Anschließend folgten einige Wechsel im Line-Up. Nachdem die Band die Aufmerksamkeit von Abacus Recordings auf sich gezogen hatte, erschien am 28. Juni 2005 ihr Debütalbum Counting Hallways to the Left. Anschließend verließ Pat Piccolo die Band und sie entschieden sich mit nur einem Sänger fortzufahren.
Im April 2008 erschien das zweite Studioalbum unter dem Namen Ley Lines bei Century Media. Währenddessen befand sich die Band mit Heaven Shall Burn auf Tour in den USA, wo sie ihr Album als Support-Band vorstellten.

## Stil
Die Musik von Embrace the End lässt sich als technischer Metalcore mit Death-Metal-Einflüssen kategorisieren. Die Band wird oft auch dem Mathcore zugeordnet, da die Musik aus zum Teil sehr komplexen Schemen besteht und von experimenteller Art ist. Die Vermischung von Härte und Aggression mit Komplexität und den als hektisch wahrgenommenen Songstrukturen stellt den Mittelpunkt der Musik von Embrace the End dar.
Der Gesang variiert zwischen Screaming und Growling.

## Diskographie

### Alben
- 2005: Counting Hallways to the Left (Abacus Recordings)
- 2008: Ley Lines (Century Media)

### EPs und Demos
- 2001: It All Begins With One Broken Dream (Dark Vision Records)

### Split-CDs
- 2006: The End of Six Thousand Years vs. Embrace The End (mit The End of Six Thousand Years)